# Petekier
Petekier är millimeterstora, punktformade blödningar från hudens minsta blodkärl, kapillärerna. När de uppkommer, förekommer de ofta i stort antal, särskilt på vader och fötter. 
Petekier kan vara allergiskt betingade, till exempel utlösta av en medicin, men uppträder även vid vissa infektionssjukdomar, till exempel smittsam hjärnhinneinflammation (meningit) och vissa cancerformer, till exempel leukemi. Allergiskt betingade kapillärskador uppstår ofta i många vävnader och organ samtidigt och åtföljs ofta av feber, slapphet och ledsmärtor.

### Webbkällor
- ”Petekkier”. Store norske leksikon. Arkiverad från originalet den 23 oktober 2012. https://web.archive.org/web/20121023205555/http://snl.no/petekkier. Läst 24 augusti 2012.